# Rayos gamma

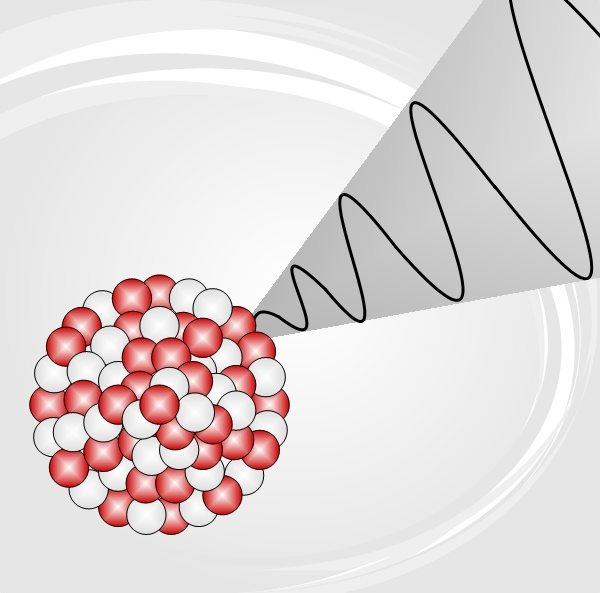
Radiación gamma.

La radiación gamma o rayos gamma es un tipo de radiación electromagnética, y por tanto constituida por fotones, producida generalmente por elementos radiactivos o por procesos subatómicos como la aniquilación de un par positrón-electrón. También se genera en fenómenos astrofísicos de gran violencia.
Debido a las altas energías que poseen, los rayos gamma constituyen un tipo de radiación ionizante capaz de penetrar en la materia más profundamente que la radiación alfa y la beta. Pueden causar grave daño al núcleo de las células, por lo cual se usan para esterilizar equipos médicos y alimentos.
La energía de esta naturaleza se mide en millones de electronvoltios (MeV). Un MeV corresponde a fotones gamma de longitudes de onda inferiores a 10-11 m o a frecuencias superiores a 1019 Hz.
Los rayos gamma se producen por desexcitación de un nucleón de un nivel o estado excitado a otro de menor energía y por desintegración de isótopos radiactivos. Se diferencian de los rayos X en su origen. Estos se generan a nivel extranuclear, por fenómenos de frenado electrónico. Generalmente la radiactividad se vincula con la energía nuclear y con los reactores nucleares, aunque existe en el entorno natural: a rayos cósmicos, expelidos desde el sol y desde fuera de nuestro sistema solar: de las galaxias; isótopos radiactivos en rocas y minerales.
En general, los rayos gamma producidos en el espacio no llegan a la superficie terrestre, pues los absorbe la alta atmósfera. Para observar el universo en estas frecuencias es necesario utilizar globos de gran altitud u observatorios exoespaciales. Para detectarlos, en ambos casos se utiliza el efecto Compton. Estos rayos gamma se originan por fenómenos astrofísicos de alta energía, como explosiones de supernovas o núcleos de galaxias activas.
En Astrofísica se denomina GRB («gamma ray bursts») a fuentes de rayos gamma que duran unos segundos o pocas horas, secundados por un brillo decreciente en la fuente por rayos X durante algunos días. Ocurren en posiciones aleatorias del cielo. Su origen permanece todavía bajo discusión científica. En todo caso parecen constituir los fenómenos más energéticos del universo.
Excepcionales son los rayos gamma de energía superior a los gigaelectronvoltios (GeV) que al incidir en la atmósfera producen miles de partículas (cascada atmosférica extensa), los cuales, como viajan a velocidades cercanas a la lumínica en el aire, generan radiación de Cherenkov. Esta radiación se detecta en la superficie de la Tierra mediante un telescopio Cherenkov.

## Historia del descubrimiento
La primera fuente de rayos gamma descubierta históricamente fue el proceso del decaimiento radiactivo llamado decaimiento gamma. En este tipo de desintegración, un núcleo excitado emite un rayo gamma casi inmediatamente después de su formación (esto ahora se entiende como una transición isomérica nuclear, aunque también puede producirse la desintegración gamma inhibida con un medible y mucho más tiempo medio de vida). Paul Villard, un químico y físico francés, descubrió la radiación gamma en 1900, mientras estudiaba la radiación emitida por el radio. Villard sabía que su radiación era más potente que los tipos de radiación descritos anteriormente de los rayos de radio, como los rayos beta, observados por primera vez como «radiactividad» por Henri Becquerel en 1896, y los rayos alfa, descubiertos como una forma menos penetrante de la radiación por Rutherford, en 1899. Sin embargo, Villard no consideró al nombrarlos que fueran un tipo fundamental diferente. La radiación de Villard fue reconocida en 1903 por Ernest Rutherford como un tipo fundamentalmente diferente de rayos, siendo además quien los nombró como «rayos gamma», por analogía con los rayos alfa y beta que él mismo había diferenciado en 1899. Los rayos emitidos por los elementos radiactivos fueron nombrados en función del poder de penetrar diversos materiales, utilizando las tres primeras letras del alfabeto griego: rayos alfa, los menos penetrantes, seguido de los rayos beta y los rayos gamma, los más penetrantes. Rutherford también se dio cuenta de que los rayos gamma no eran desviados (o al menos, no desviados fácilmente) por un campo magnético, otra propiedad que los diferenciaba de los rayos alfa y beta.
Al principio se pensaba que los rayos gamma eran partículas con masa, como los rayos alfa y beta. Rutherford creía que podrían ser partículas beta extremadamente rápidas, pero la imposibilidad de desviarlos mediante un campo magnético indicaba que no tenían carga. En 1914, se observó que los rayos gamma se reflejaban en las superficies de cristal, demostrando que eran una radiación electromagnética. Rutherford y su compañero Edward Andrade midieron las longitudes de onda de los rayos gamma del radio, y encontraron que eran similares a las de los rayos X, pero con menor longitud de onda y (por ello) una frecuencia más alta. Esto fue finalmente reconocido al dárseles también más energía por fotón, tan pronto como este último término fue aceptado generalmente. El decaimiento gamma fue entonces entendido como la emisión de un solo fotón gamma.

## Protección
Para protegerse de los rayos gamma se requiere gran cantidad de masa, dependiendo de la energía, ya que la distancia también es barrera, así como el tiempo de exposición, no siempre es una «gran barrera» en uso médico el Tecnecio-99m, el isótopo metaestable de Tc-99, no se requiere de una gran barrera y no se ha demostrado que induzca al cáncer. Los materiales de número atómico y densidad altos protegen mejor; y a mayor energía de los rayos el espesor de la protección debe ser superior. Tales materiales se clasifican según el espesor necesario para reducir la intensidad de los rayos gamma a la mitad, espesor conocido como HVL (del inglés half-value layer, capa de valor medio). Por ejemplo los rayos gamma que requieren 1 cm de plomo para atenuar su intensidad en un 50 % también la disminuyen en igual proporción al atravesar 6 cm de hormigón o 9 cm de tierra compacta.

## Interacción con la materia

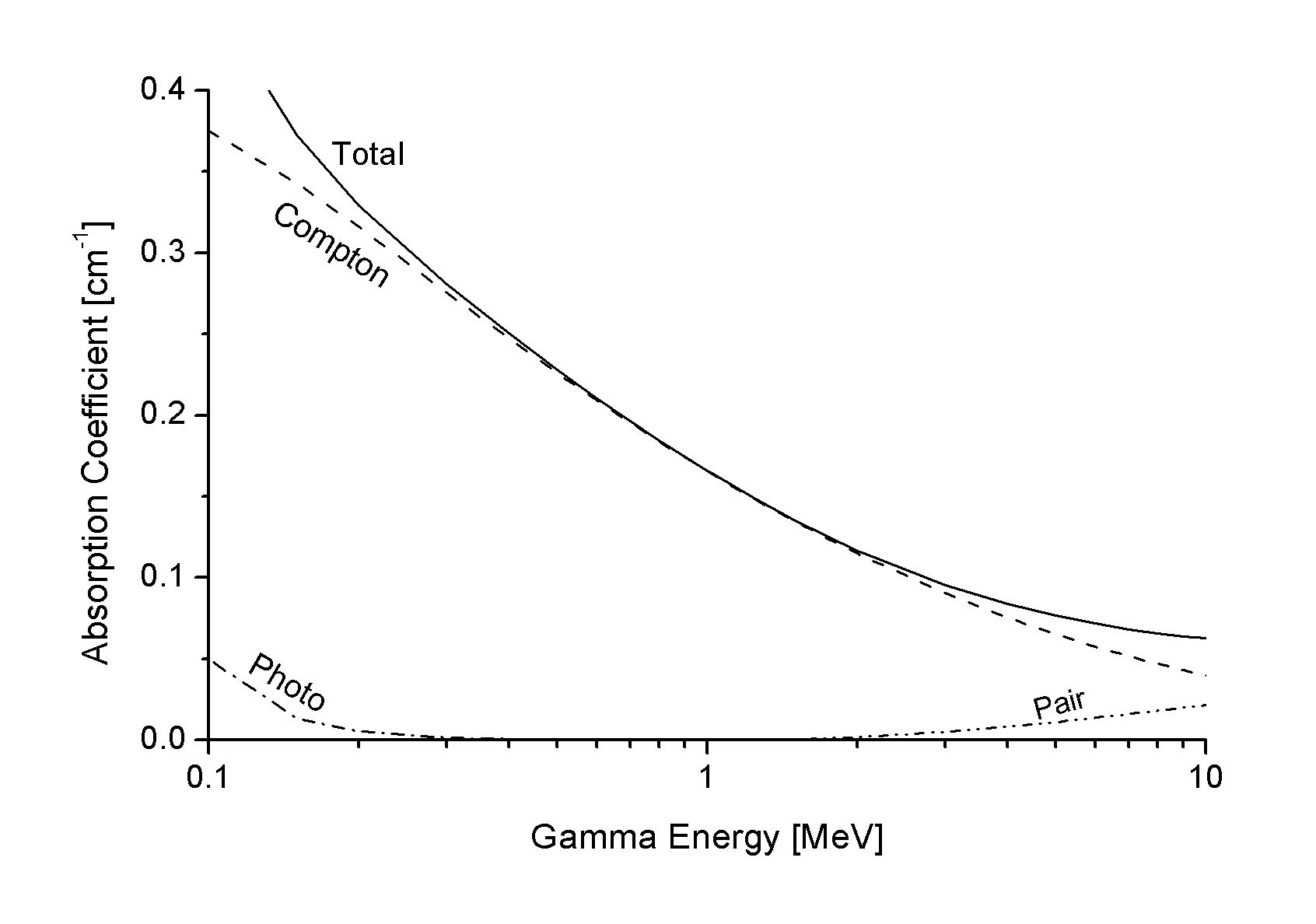
Coeficiente de absorción total de rayos gamma del aluminio (número atómico 13) según distintas energías de rayos gamma, y contribuciones de los tres efectos. En la mayoría de la región de energía mostrada domina el efecto Compton.

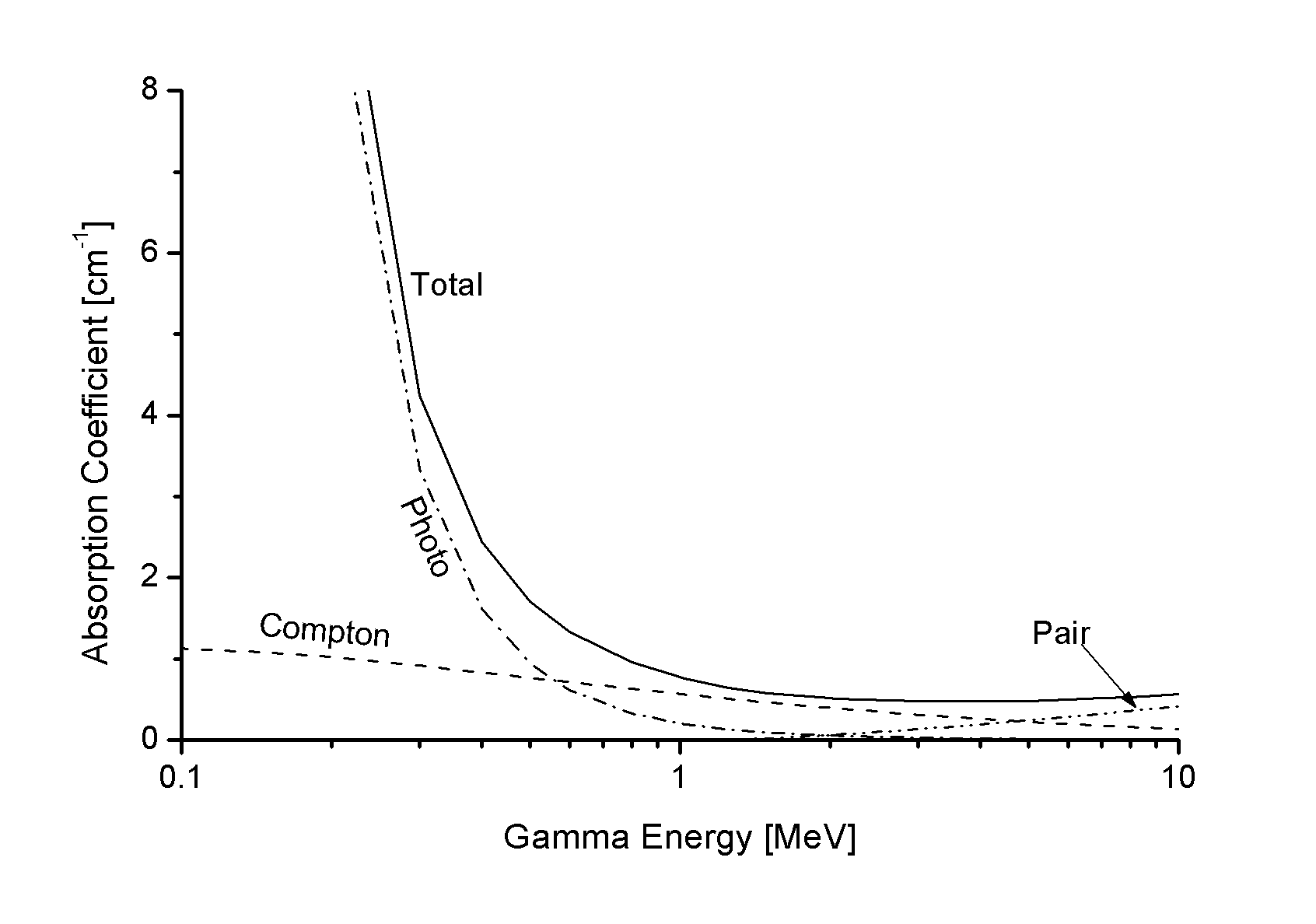
Coeficiente de absorción total de rayos gamma del plomo (número atómico 82) según distintas energías de rayos gamma, y contribuciones de los tres efectos. Aquí el efecto fotoeléctrico domina en energías bajas. A partir de 5 MeV empieza a dominar la creación de pares.

Cuando un rayo gamma pasa a través de la materia, la probabilidad de absorción en una capa fina es proporcional al grosor de dicha capa. Esto implica decrecimiento exponencial de la intensidad.

{\displaystyle I(d)=I_{0}\cdot e^{-\mu d}}

siendo:
- μ = n × σ, el coeficiente de absorción, medido en cm-1,
- n el número de átomos por cm³ del material,
- σ el espectro de absorción en cm², y
- d el espesor del material en cm.

Pasando a través de la materia, la radiación gamma ioniza principalmente de tres maneras: efecto fotoeléctrico, efecto Compton y creación de pares.
- Efecto fotoeléctrico. Cuando un fotón gamma interactúa con un electrón atómico le transfiere su energía y lo expulsa del átomo. La energía cinética resultante, del fotoelectrón, es igual a la energía del fotón gamma incidente menos la energía de enlace del electrón. 
El efecto fotoeléctrico es el proceso de transferencia de energía dominante de rayos X y fotones de rayos gamma de energías inferiores a 0.5 MeV. A energías más elevadas es menos importante.

- Efecto Compton. Interacción donde un fotón gamma incidente aumenta la energía de un electrón atómico lo suficiente para provocar su expulsión. La energía restante del fotón original emite un nuevo fotón gamma de baja energía con dirección de emisión diferente a la del fotón gamma incidente. La probabilidad del efecto Compton decrece según se incrementa la energía del fotón. 
Se considera que el efecto Compton es el principal procedimiento de absorción de rayos gamma en el rango de energía intermedio entre 0.1 MeV a 10 MeV, rango de energía que incluye la mayor parte de la radiación gamma presente en explosiones nucleares. El efecto Compton es relativamente independiente del número atómico del material absorbente.

- Creación de pares. Debido a la interacción de la fuerza de Coulomb, en la vecindad del núcleo la energía del fotón incidente se convierte espontáneamente en la masa de un par electrón-positrón. Un positrón es la antipartícula equivalente a un electrón. Su masa es de igual magnitud. La carga eléctrica es así mismo de igual magnitud, pero de signo opuesto que la de un electrón. 
La energía excedente (1.02 MeV) del equivalente a la masa en reposo de las dos partículas aparece como energía cinética del par y del núcleo. La «vida» del positrón es muy corta: del orden de 10-8 segundos. Al final de su periodo se combina con un electrón libre. Toda la masa de estas dos partículas se convierte entonces en dos fotones gamma de 0.51 MeV de energía, cada uno.

Frecuentemente la energía de los electrones secundarios (o positrones) producidos en cualquier de estos tres procesos es suficiente para generar muchas ionizaciones hasta su conclusión (de los procesos).
En rigor, la absorción exponencial descrita arriba se mantiene sólo para un rango estrecho de rayos gamma. Si un rayo más ancho pasa a través de un bloque de hormigón fino, la dispersión en los lados reduce la absorción.
A menudo los rayos gamma ocurren entre otras categorías de radiación, como la alfa y la beta. Cuando un núcleo emite una partícula α o β, a veces el producto de desintegración queda excitado y puede saltar a un nivel de energía inferior y emite un rayo gamma. De igual manera un electrón atómico puede saltar a un nivel de energía inferior y emite luz visible o radiación ultravioleta.

Esquema de descomposición de ^{60}Co.

Los posibles tipos de radiación electromagnética son: rayos gamma, rayos X, luz visible y rayos ultravioleta: UV (UVA y UVB). Los UVB son más energéticos. También existen la luz visible, las ondas de microondas y las ondas de radio. La única diferencia entre ellos es por la frecuencia, y por lo tanto según la energía de los fotones, de lo cual resulta que los rayos gamma son los más energéticos. A continuación se muestra un ejemplo de producción de rayos gamma.
Primero 60Co se descompone en 60Ni excitado:

{\displaystyle {}^{60}{\hbox{Co}}\;\to \;^{60}{\hbox{Ni*}}\;+\;e^{-}\;+\;{\overline {\nu }}_{e}.}

Luego el 60Ni ingresa a su estado fundamental y emite dos rayos gamma consecutivos.

{\displaystyle {}^{60}{\hbox{Ni*}}\;\to \;^{60}{\hbox{Ni}}\;+\;\gamma .}

Estos rayos gamma son de 1.17 MeV y 1.33 MeV, respectivamente.
Otro ejemplo es la descomposición alfa de 241Am, para producir 237Np. Esta descomposición genera emisión gamma. En algunos casos, esta emisión es bastante simple, por ejemplo, 60Co/60Ni. En casos como 241Am/237Np y 192Ir/192Pt la emisión gamma es compleja. Revela que puede existir una serie de distintos niveles de energía nuclear. El hecho de que en un espectro alfa pueda existir diversidad de picos, de diferentes energías, refuerza la idea de posibilidad de muchos niveles de energía nuclear.
Debido a que una descomposición beta emite un neutrino, que a su vez resta energía, en el espectro beta no existen líneas definidas, sino un pico ancho. Por lo tanto, de una sola descomposición beta no es posible determinar los diferentes niveles energéticos del núcleo.
En óptica espectrópica es bien conocido que una entidad que emite luz también puede absorber luz de la misma longitud de onda (energía del fotón). Por ejemplo un llama de sodio puede emitir luz amarilla. Además puede absorber luz amarilla de una lámpara de vapor de sodio. En el caso de los rayos gamma se puede observar en espectroscopia Mössbauer, donde se puede obtener una corrección por la energía perdida por el retroceso del núcleo y, mediante resonancia, las condiciones exactas de absorción de rayos gamma.

## Utilización

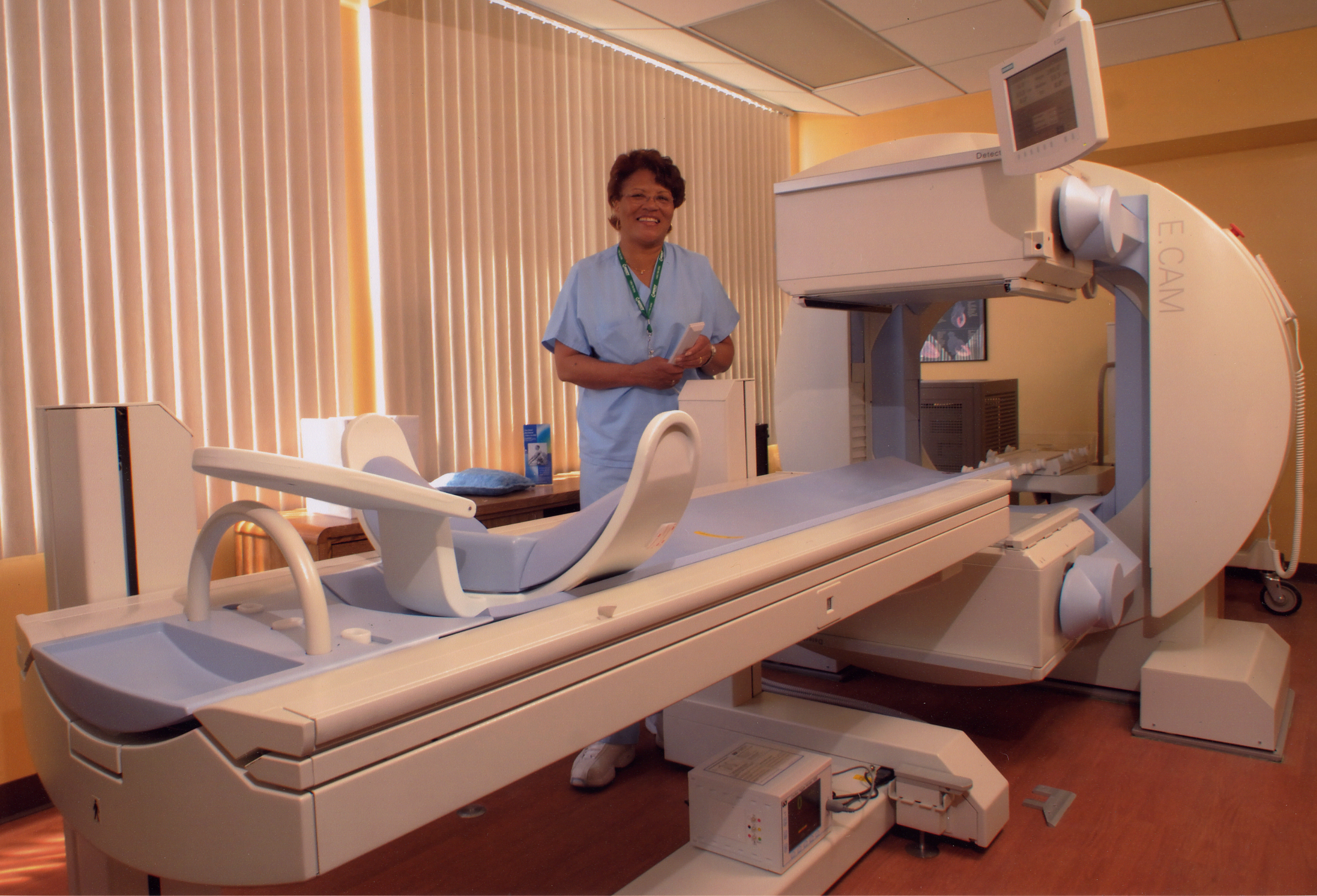
Cámara gamma Siemens E.Cam SPECT con tecnólogo en medicina nuclear

La potencia de los rayos gamma los hace útiles para esterilización de equipo médico. Se suelen utilizar para exterminar bacterias e insectos en productos alimentarios tales como carne, setas, huevos y verduras, con el fin de mantener su frescura.
Debido a la capacidad de penetrar en los tejidos, los rayos gamma o los rayos X tienen un amplio espectro de usos médicos, tales como la realización de tomografías y los estudios de medicina nuclear. Sin embargo, por su condición de radiación ionizante, si se afecta el ADN conllevan habilidad de provocar cambios moleculares que pueden repercutir en efectos cancerígenos.
A pesar de las propiedades cancerígenas, los rayos gamma también se utilizan para tratamiento de ciertos tipos de cáncer. En el procedimiento llamado cirugía gamma-knife, múltiples rayos concentrados de rayos gamma se dirigen hacia células cancerosas. Los rayos se emiten desde distintos ángulos para focalizar la radiación en el tumor, a la vez que se minimiza el daño a los tejidos de alrededor.
Los rayos gamma también se utilizan en medicina nuclear para realizar diagnósticos. Se utilizan muchos radioisótopos emisores de rayos gamma. Uno de ellos es el tecnecio 99m: 99mTc. Cuando se le administra a un paciente, una cámara gamma puede utilizar la radiación emitida para obtener una imagen de la distribución del radioisótopo. Esta técnica se emplea en diagnosis de un amplio espectro de enfermedades, por ejemplo en detección de cáncer óseo (de huesos).